# Ouest d'Antioquia
L’Ouest d'Antioquia (en espagnol : Occidente antioqueño) est l'une des neuf sous-régions du département d'Antioquia en Colombie. Sa superficie est de 7 294 km2 et sa population de 195 825 habitants. Elle est divisée en 19 municipalités.
Elle est le site du Desierto de Occidente (es) (désert de l'ouest), une zone aride où les phénomènes de destruction écologique et de désertification sont particulièrement intenses. 

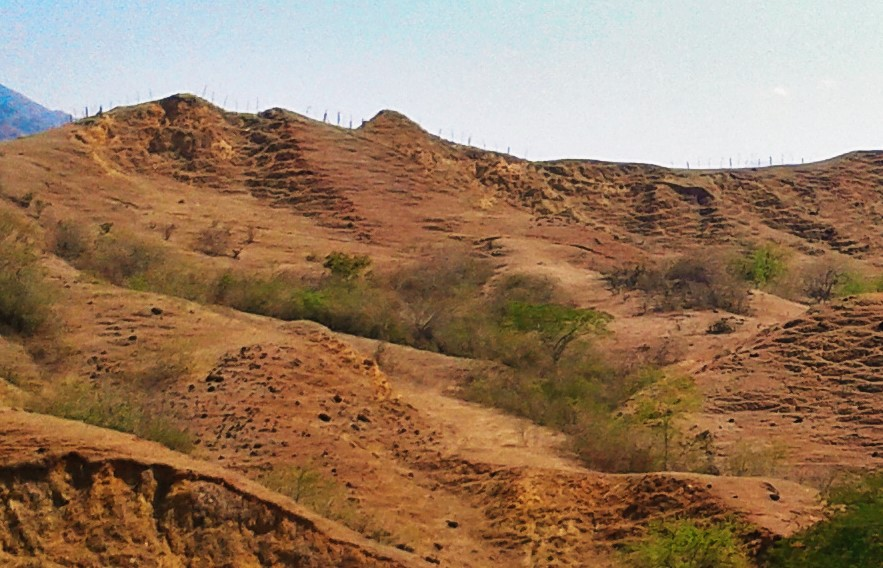
Aspect du Desierto de Occidente dans la municipalité de Santa Fe de Antioquia.

Elle est traversée du nord au sud par le Río Cauca, le principal affluent du Río Magdalena.

## Municipalités
- Abriaquí
- Santa Fe de Antioquia
- Anzá
- Armenia
- Buriticá
- Cañasgordas
- Dabeiba
- Ebéjico
- Frontino
- Giraldo
- Heliconia
- Liborina
- Olaya
- Peque
- Sabanalarga
- San Jerónimo
- Sopetrán
- Uramita